# Miss Europe 1927

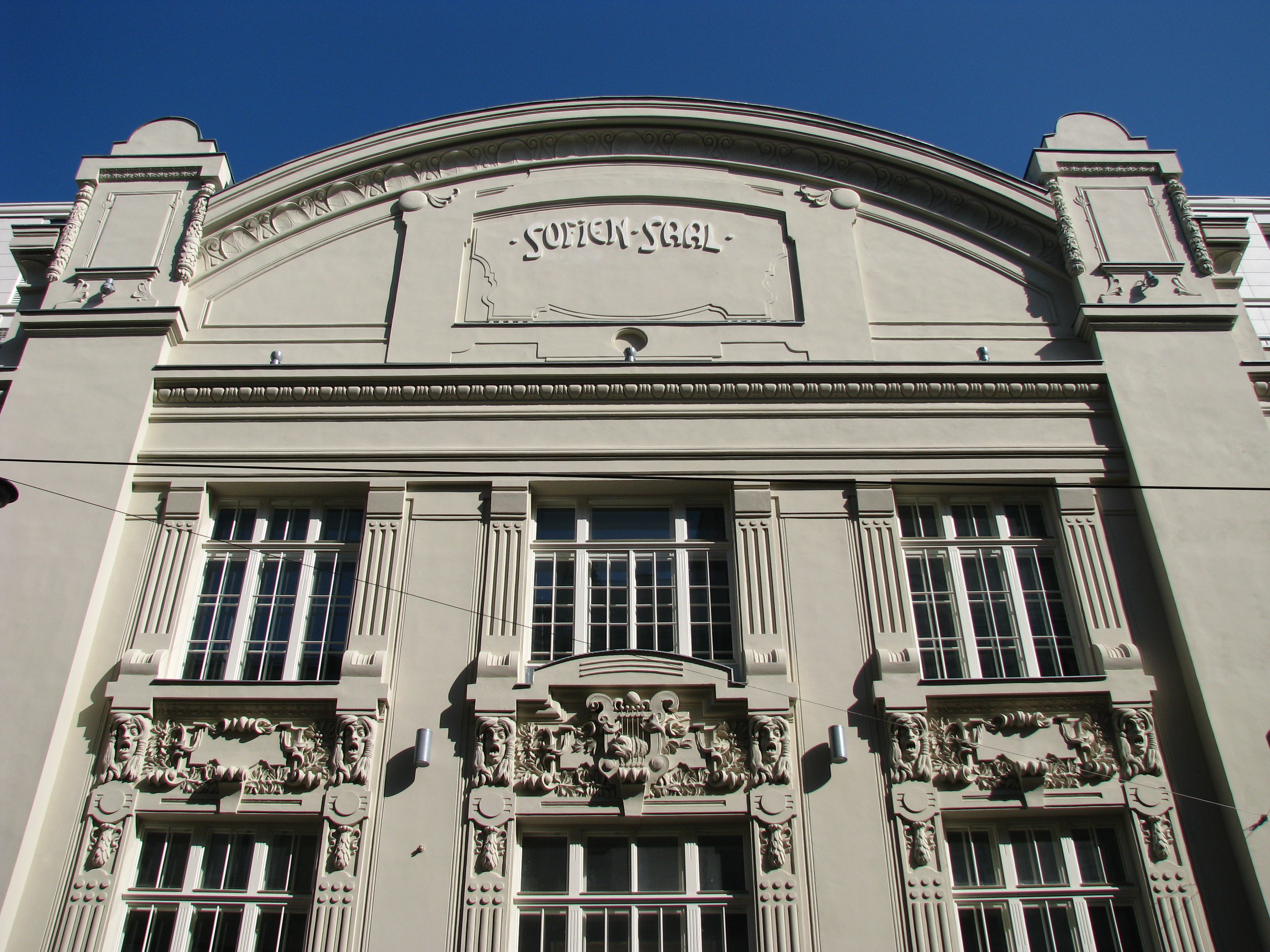
Die Sofiensäle in Wien, Ort der Veranstaltung

Der Wettbewerb um die Miss Europe 1927 war der erste dieser Art. Er wurde einmalig durchgeführt von der 1925 bis 1927 bestehenden Fanamet, dem gemeinsamen europäischen Filmverleih der US-amerikanischen Filmgesellschaften Famous Players, First National und Metro-Goldwyn-Mayer.
Die Gesellschaft betreute zwölf Länder Ost-Mitteleuropas, des Baltikums und des Balkans. Dort organisierte sie als PR-Maßnahme 1926 nach amerikanischem Vorbild nationale Schönheitswettbewerbe. In einer zweiten Stufe gipfelten diese Anfang 1927 in der ersten Wahl zur Miss Europe. Als Siegespreis war die Titelrolle in einem Hollywood-Film ausgelobt worden. Diese Wettbewerbe fanden in den dortigen Pressemedien große Beachtung.

## Vorauswahlen
Bereits Monate zuvor suchte die Fanamet in allen zwölf Ländern attraktive Filmtalente. In jedem der Länder gab es lokale Jurys, die Tausende eingesandte Fotos prüften. Aus diesen wurden in jedem Land zwölf junge Damen ausgesucht und zum Tee oder Diner der Landesjury eingeladen. Aus ihrer Zahl wurden bis Ende 1926 wieder je drei „Halbfinalistinnen“ ausgewählt, deren Bilder einer internationalen Jury in Berlin geschickt wurden. Diese suchte die Schönste des Herkunftslandes aus, lud sie nach Wien ein, zahlte ihr und einer weiblichen Begleitperson (in der Regel der Mutter) die Reise und den Aufenthalt.

## Finale

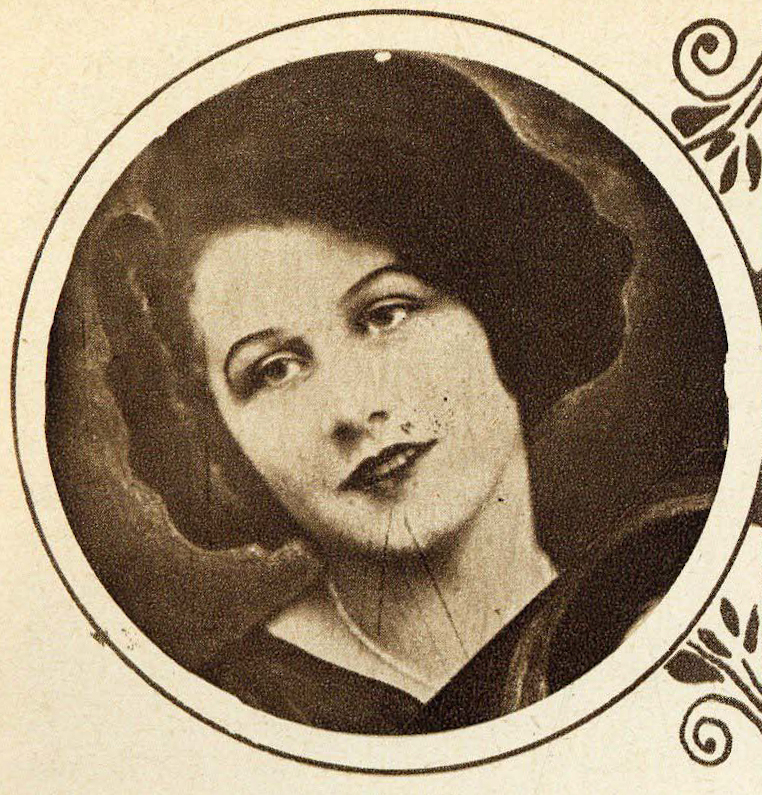
Die Siegerin Štefica Vidačić. Hier ein Bild aus der jugoslawischen Zeitschrift Жена и свет (Žena i svet) vom 15. Januar 1927

Die finale Veranstaltung fand am 5. Februar 1927 in Wien statt. Aus den zwölf Ländern gab es zehn Kandidatinnen, davon eine Lettin für die drei baltischen Staaten. Die Bewerberinnen aus Rumänien und der Türkei erschienen nicht: die erste wegen Erkrankung, die zweite wegen Visa-Problemen. Letztlich nahmen nur acht Kandidatinnen an der Wahl teil.
Über den Verlauf gibt es unterschiedliche Darstellungen:
- Nach Stefanie Job fand die Veranstaltung anlässlich eines Balles in den Wiener Sofiensälen statt. Als Preis winkte die Hauptrolle in einem Hollywood-Streifen unter der Regie von Friedrich Wilhelm Murnau. Als die zwölfköpfige Jury sich nicht zwischen den zehn Kandidatinnen entscheiden konnte (darunter auch die Ehefrau des Kameramannes und späteren Regisseurs Gustav Ucicky), rief man Murnau in Hollywood an. Dieser entschied, man solle von allen Kandidatinnen Probeaufnahmen machen und ihm zuschicken, die Preisträgerin werde schließlich in seinem Film spielen. Er wählte einige Wochen später Štefica Vidačić aus. Das Filmprojekt wurde jedoch nie verwirklicht. Dennoch erhielt sie ein Jahr lang ein Honorar von 100 US-Dollar pro Woche.[1]
- Nach Ida Ograjšek Gorenjak wurde die Wahl im Rahmen der Caligari-Redoute durchgeführt, ebenfalls in Wien. Da die Kandidatinnen aus Jugoslawien und Polen am Ende in der Wertung gleichauf an der Spitze lagen, mussten sie zu einer „Stichwahl“ in Berlin antreten, dem Sitz der Fanamet und damit quasi der „Oberschiedsrichter“.[2]
- Tatsächlich wurden am Folgetag alle acht Finalistinnen in den Filmstudios Schönbrunn gefilmt und die Aufnahmen an die Berliner Jury zur Auswahl übersandt. Sie lud nach Begutachtung der Filme die Kandidatinnen aus Jugoslawien und Polen zur endgültigen Entscheidung nach Berlin ein und bestimmte letztlich Štefica Vidačić zur Siegerin.[3]

Daher wird in vielen Internet-Veröffentlichungen als Ort der Veranstaltung Berlin und als Termin Mitte März angegeben. Als Jahr ist häufig fälschlich 1928 zu finden. Zu diesem Zeitpunkt jedoch existierte die Fanamet gar nicht mehr.
| Land                    | Schreibweise in der zeitgenössischen Presse | Schreibweise in der Heimatsprache       |
| ----------------------- | ------------------------------------------- | --------------------------------------- |
| Platzierungen           |                                             |                                         |
| 1. Jugoslawien          | Štefica Vidačić                             | Štefica Vidačić, Štefanija Vidačić      |
| 2. Polen                | Aniela Bogucka                              | Aniela Bogucka                          |
| 3. Österreich           | Hilde Bird                                  | Hilde Ptak alias Betty Bird             |
| Weitere Teilnehmerinnen |                                             |                                         |
| Baltikum                | Margarete Klauss (Margit Klaus)             |                                         |
| Bulgarien               | Sorka Jordanowa (Sara Jordanova)            | Зорка Йорданова                         |
| Griechenland            | Dina Sarri                                  | Διονυσία Σαρρή, Δινα Σαρρή, Ντίνα Σαρρή |
| Tschechoslowakei        | Ella Posnerová (Anna Posnerova)             | Ela Poznerová, Eliška Poznerová         |
| Ungarn                  | Maria Mátyus                                | Mátyus Mária                            |
| Nicht angetreten        |                                             |                                         |
| Rumänien                | ?                                           |                                         |
| Türkei                  | ?                                           |                                         |

## Nachwirkungen
Von einer Misswahl ist anfangs noch nicht die Rede gewesen. Man benutzte Ausdrücke wie „Schönheitskonkurrenz“, „Filmschönheiten“, „Schönheitskönigin“, „Revue der Schönheit“, „Fanamet-Konkurrenz“. Daher ist es auch nicht verwunderlich, dass eine verheiratete Frau wie Hilde Bird teilnehmen konnte. Der Begriff „Miß Europa“ (damalige Schreibweise) kam erst hinterher auf. Auch würde man das Verfahren der Fanamet, alle lokalen, regionalen, nationalen und internationalen Schritte in eine Hand zu nehmen, heute wohl als Casting bezeichnen – einschließlich Foto-Sichtungen und Film-Pobeaufnahmen. Und genau das war auch das zweite Ziel, neben der Marktdurchdringung.
Darstellerische Erfahrungen brachten nur wenige mit: Ela Poznerová war Theater-Schauspielerin, Hilde Bird und Aniela Bogucka verfügten über Musik- und Bühnen-Ausbildung, Margarete Klauss hatte geringe Film-Erfahrungen.
Der Traum von Hollywood platzte, als die Fanamet abgewickelt wurde. (Immerhin kam sie ihrer Verpflichtung nach und zahlte ein Jahr lang das zugesagte Honorar an die Siegerin – auch ohne sie zu beschäftigen). Die beteiligten Filmgesellschaften hatten sich „neue Gesichter“ versprochen, die sich von amerikanischen Darstellerinnen unterscheiden sollten. Die gesuchte Andersartigkeit war ihnen jedoch zu gering. Hübsche und talentierte junge Frauen gab es in den Vereinigten Staaten genug. Aber die europäische Filmproduktion entdeckte und rekrutierte hier Nachwuchs-Schauspielerinnen. Hilde Bird und Ela Poznerová erfüllten die Erwartungen souverän. Štefica Vidačić drehte immerhin fünf Streifen. Die Kandidatinnen aus Bulgarien, Griechenland und Ungarn spielten nur in ein bis zwei Filmen, und zwar ausschließlich in ihren Heimatländern. Das mag an Sprachbarrieren gelegen haben, die spätestens mit dem Aufkommen des Tonfilms einen Aufstieg beenden konnten.
Werdegang der Finalistinnen im Einzelnen:
- Die Siegerin Štefica Vidačić (alias Steffie Vida alias Stefanie Job) machte nicht die erhoffte Hollywood-Karriere. Immerhin drehte sie fünf Filme unter dem Namen Steffie Vida in Berlin (1928 und 1929).[9] Dort lernte sie den Filmkomponisten und UFA-Generalmusikdirektor Willy Schmidt-Gentner kennen, mit dem sie von 1932 (Übersiedlung nach Wien) bis 1942 verheiratet war. Durch ihn blieb sie zumindest weiter in Kontakt mit der Filmbranche: 1947 erhielt sie die Möglichkeit, zusammen mit Leopold Hainisch für die CBS eine Fernsehserie mit den Wiener Philharmonikern zu produzieren, obwohl sie damals nur eine vage Vorstellung hatte, was „Fernsehen“ eigentlich bedeutete.[10] 1948 heiratete sie den Schweizer Journalisten Max Job, ging mit ihm nach Zürich und verwendete nun den Namen Stefanie Job.[11]
- Die Zweitplatzierte, die polnische Tänzerin Aniela Bogucka, wurde kurioserweise überhaupt nicht für den Film „entdeckt“. Es ist aber anzunehmen, dass der landesweite Popularitätsschub ihrer Bühnenlaufbahn nicht gerade hinderlich war.
- Über die Wienerin Hilde Bird (alias Hilde Ucicky alias Betty Bird), mit Heimvorteil natürlich Publikumsliebling, wurde mehrfach erwähnt, dass ihr zum Sieg nur eine Stimme gefehlt habe. Es ist also gerechtfertigt, sie als Drittplatzierte einzuordnen. Für sie war der Wettbewerb das Sprungbrett in eine ganz große Leinwandkarriere. Sie muss quasi permanent gedreht haben: 34 Filme im Zeitraum von 1927 bis 1935! Davor hatte sie bereits acht Kurzauftritte (1924–1926).[12]
- Über die Lettin Margarete Klauss ist bisher nichts bekannt, nicht einmal die korrekte Schreibweise ihres Namens.
- Zorka Jordanova aus Bulgarien drehte in ihrem Heimatland einen Film (1931).[13]
- Dina Sarri wirkte in ihrer Heimat Griechenland in zwei Filmen mit (1928 und 1932).[14]
- Die Tschechoslowakin Ela Poznerová konnte zuletzt auf eine fast 60-jährige Leinwandlaufbahn zurückblicken: 16 Filme (tschechisch und deutsch) von 1927 bis 1985.[15]
- Mária Mátyus aus Ungarn drehte in ihrer Heimat zwei Filme (beide 1929).[16]

Aber auch Kandidatinnen, die nicht ins Wiener Finale gelangten, konnte der Fanamet-Wettbewerb Erfolgschancen öffnen. Das bekannteste Beispiel ist Ida Kravanja alias Ita Rina. Sie wurde in einem lokalen Vor-Entscheid im Herbst 1926 zur Miss Slowenien gewählt und erreichte den jugoslawischen Landes-Entscheid in Zagreb zu spät – als die drei „Halbfinalistinnen“ bereits ernannt waren. Dort wurde jedoch der deutsche Produzent Peter Ostermayr auf sie aufmerksam. Die Folge: Sie wirkte von 1927 bis 1939 in 18 Filmen mit und drehte einen letzten 1960.
Anderseits konnte auch eine Profi-Schauspielerin in der Landes-Auswahl scheitern: Anny Ondra war als eine der drei tschechoslowakischen „Halbfinalistinnen“ zuletzt Ela Poznerová unterlegen, obwohl sie bereits 28 Filme gedreht hatte (ab 1919). Es tat ihrer Karriere keinen Abbruch: Auch ohne Fanamet war sie bis 1951 in weiteren 61 Filmen dabei.